# Лерер, Джим
 Джеймс Чарльз (Джим) Лерер (англ. James Charles «Jim» Lehrer; 19 мая 1934 — 23 января 2020) — американский журналист и писатель, ведущий новостей PBS NewsHour на канале PBS.

## Биография
Родился 19 мая 1934 года в городе Уичито, штат Канзас, в семье Harry Frederick Lehrer — диспетчера автовокзала и Lois Catherine (урождённой Chapman) — банковской служащей.
Первоначально учился в школе города Бомонт, штат Техас, позже — в техасской школе Thomas Jefferson High School в городе Сан-Антонио, где уже одновременно был спортивным комментатором. Окончил Victoria College в Техасе, затем — школу журналистики Missouri School of Journalism Миссурийского университета, получив степень бакалавра (в 1956 году). После этого служил в Корпусе морской пехоты США, посмотрев при этом мир.
В 1959 году Джим Лерер начал свою карьеру в журналистике в программе The Dallas Morning News. Позже был репортёром в Dallas Times-Herald, где освещал убийство президента США Джона Кеннеди в 1963 году, а также другие важные события, став редактором в 1968 году. Свою телевизионную карьеру начал на далласком канале KERA-TV в качестве исполнительного директора и редактора ночной программы новостей. Затем Лерер перешёл на канал PBS в Вашингтоне, округ Колумбия, став здесь координатором по связям с общественностью и членом Консультативного совета по журналистике. Затем работал в компании Corporation for Public Broadcasting, позже — в National Public Affairs Center for Television (NPACT), где встретился Робертом Макнейлом.
В октябре 1975 года Лерер стал вашингтонским корреспондентом Robert MacNeil Report на Нью-Йоркском канале Thirteen/WNET. С декабря этого же года вёл совместную с Макнейлом программу The MacNeil/Lehrer Report, которая с сентября 1983 года стала называться The MacNeil/Lehrer NewsHour. После ухода Макнейла, в 1995 году, программа была названа The NewsHour with Jim Lehrer, а в 2009 году переименована в PBS NewsHour. В 2008 году Джим Лерер перенёс операцию на сердце и временно не работал на этой программе. 12 мая 2011 года Лерер объявил о намерении уйти из программы PBS NewsHour, но заниматься другими проектами на PBS.
Его работа в журналистике была отмечена многочисленными наградами и премиями, включая Эмми и Пибоди. В 1999 году Лерер вошёл в Зал славы телевидения и был удостоен медали «Национальная гуманитарная медаль США». 12 раз проводил президентские дебаты, что является наибольшим показателем среди американских журналистов.
С 1960 года был женат на американской писательнице Кейт Лерер, у них трое дочерей и шестеро внуков.